# Felix Knubben
Felix Knubben (* 11. September 1880 in Aachen; † 24. Januar 1934 in Bad Ems) war ein deutscher Kirchenmusiker und Komponist.

## Leben
Knubben wuchs in Aachen als Sohn des Organisten und Chorleiters der Aachener St.-Pauls-Kirche Franz Knubben auf, von dem er auch ersten Unterricht im Klavier- und Orgelspiel erhielt. Karl Simoneit, Organist in St. Jakob, unterrichtete ihn von 1897 bis 1899 weiter, als sein eigener Vater krankheitshalber schon sehr geschwächt war. Zu dieser Zeit musste Knubben für seinen Vater auch schon regelmäßig den Organistendienst in St. Paul übernehmen, ein Amt, das ihm 1906, zwei Jahre vor dem Tod des Vaters, dann ganz übertragen wurde. Knubbens Mutter Katharina war bereits 1893 verstorben.
Von 1906 an war Knubben sechs Jahre lang Privatschüler des damaligen städtischen Musikdirektors Eberhard Schwickerath, der über Knubben in einem Zeugnis schrieb:

„Er hat seine Technik zu einer sehr beträchtlichen entwickelt, zugleich Geschmack und Stilgefühl bis zu einer hohen Stufe ausgebildet. Den Ernst, mit dem Herr Knubben sich den Studien gewidmet hat, kann ich nicht genug rühmen.“

1913 erhielt Knubben die Stelle als Organist der Erzabtei Beuron als Nachfolger von Ernest von Werra. Verbunden mit der Organistenstelle war eine Lehrtätigkeit für Orgel, Klavier, Theorie und Chorgesang an der Kirchenmusikschule Beuron. Knubben blieb bis zur Schließung der Kirchenmusikschule 1919 in Beuron. In dieser Zeit entstanden auch seine ersten kompositorischen Werke und Knubben gab einige Konzerte in dieser Zeit.
Knubben kehrte 1919 nach Aachen an die Kirche St. Paul zurück. Von nun an kam es häufiger zu Konzerten und Aufführungen seiner Werke. Dabei soll Knubben stets sämtliche Werke auswendig gespielt haben, eine Tatsache, die ihm einmal nach einem Konzert in Sigmaringen die „höchste Anerkennung“ des Fürsten Wilhelm von Hohenzollern eingebracht haben soll.
Auch in Aachen leitete er weiterhin mehrere Chöre und gab auch Unterricht. Sein bekanntester Schüler dürfte der Bariton Willi Domgraf-Fassbaender gewesen sein. 1922 und 1923 trat er zweimal als Organist bei den Aachener Sinfoniekonzerten unter Leitung von Peter Raabe in den Blickpunkt.
Knubben heiratete 1927 in Gengenbach Theresia Blattner. Er hatte die Frau, mit der er später drei Kinder haben sollte, drei Jahre zuvor bei einem Urlaub in Beuron kennengelernt. Sieben Jahre später, im Januar 1934 starb Knubben völlig überraschend während eines Kuraufenthaltes in Bad Ems.

## Werk
In seiner Beuroner Zeit entstanden die ersten sechs größeren Kompositionen Knubbens, die im Verlag der Beuroner Kunstschule erschienen. Es handelte sich dabei um christliche Chormusik. Besonders bekannt wurde davon die als op. 5 bezeichnete Messe zu Ehren des Heiligen Judas Thaddäus. Das am 5. Oktober 1920 in Aachen uraufgeführte Werk fand zunächst in der örtlichen Presse große Beachtung und wurde in den Folgejahren zunächst in Aachen, später dann aber im gesamten rheinischen Raum, sowie in Belgien und Holland aufgeführt und mehrfach im Radio übertragen.
Als sein größtes Werk gilt die Anfang der 1920er Jahre entstandene Missa Media Vita für Bariton, Soloquartett, Doppelchor und Orgel. Bei der Uraufführung am 22. Januar 1924 in Aachen mit über 300 Sängerinnen und Sängern übernahm der spätere Kreuzkantor Rudolf Mauersberger den Organistenpart. Alfred Kase sang das Baritonsolo.
Bei der Zerstörung der Aachener Paulskirche im Zweiten Weltkrieg gingen viele Noten Knubbens verloren. So war unter anderem von der Missa Media Vita nur noch eine Urschrift vorhanden, die erst in den 1980er-Jahren wieder gedruckt und 1997 in Aachen und Wuppertal aufgeführt wurde.
Fünf Jahre später kehrte Knubbens Musik an seinen früheren Wirkungsbereich in Süddeutschland zurück, als zunächst 2002 die Missa Media Vita in einem Benefizkonzert in Sigmaringen aufgeführt wurde und schließlich 2007 die Judas-Thaddäus-Messe in der Beuroner Abteikirche unter der Leitung von Knubbens Enkel, dem Kirchenmusikdirektor Christian Schultze, erklang.